# Gustav Hoch
Gustav Hoch (né le 10 janvier 1862 à Wartosław, dans la province de Posnanie et décédé le 4 octobre 1942 au ghetto de Theresienstadt) était un homme politique allemand (SPD).

## Biographie
Après le collège, Hoch a suivi un apprentissage commercial à Dantzig. Il a ensuite fréquenté le lycée à Słupsk, où il a obtenu le baccalauréat en 1885. La même année, il a commencé des études de sciences politiques à l'Université Humboldt de Berlin, qu'il a poursuivi après le service militaire (1886-1887) à l'Université de Königsberg et terminé en 1890 à l'Université de Zurich. Il a ensuite travaillé comme journaliste et rédacteur en chef du journal "Volksstimme" (La voix du peuple), le journal du SPD à Francfort-sur-le-Main. En 1895, il s'est installé à Hanau, où il a dirigé une entreprise de livres et de tabac. De 1903 à 1919, il a été permanent syndical et a été jusqu'en 1916 rédacteur en chef à temps partiel du journal syndical "Dachdecker-Zeitung" ("Le journal du couvreur). Il a également écrit pour  ‘’L’égalité’’, le magazine social-démocrate pour les femmes.
Après la prise de pouvoir par les nazis, Hoch a été placé de juin à décembre 1933 en détention préventive pour des raisons politiques. Plus tard, en raison de ses origines juives, dont il s’était pourtant détaché, il a été contraint au travail forcé. À partir de 1940, Hocha vécu dans une maison de retraite juive à Berlin. Le 21 juillet 1942, il a été déporté dans le camp de concentration de Theresienstadt, où il est mort en 1942. 
Hoch était marié et avait deux fils ; son fils aîné Gustav était un médecin, il a été déporté avec sa femme Hanna, née Gottschalk, également médecin, et leurs deux fils au ghetto de Varsovie et assassinés à Majdanek. Son deuxième fils Fritz Hoch a été le premier gouverneur de la région de Cassel après la Seconde Guerre mondiale.

## Parti
Hoch a adhéré au Parti social-démocrate d'Allemagne (SPD), alors illégal, en 1888. Avec Friedrich Brühne qui deviendra plus tard député du Reichstag, il a fondé en 1890 la section du SPD de Bad Homburg vor der Höhe.

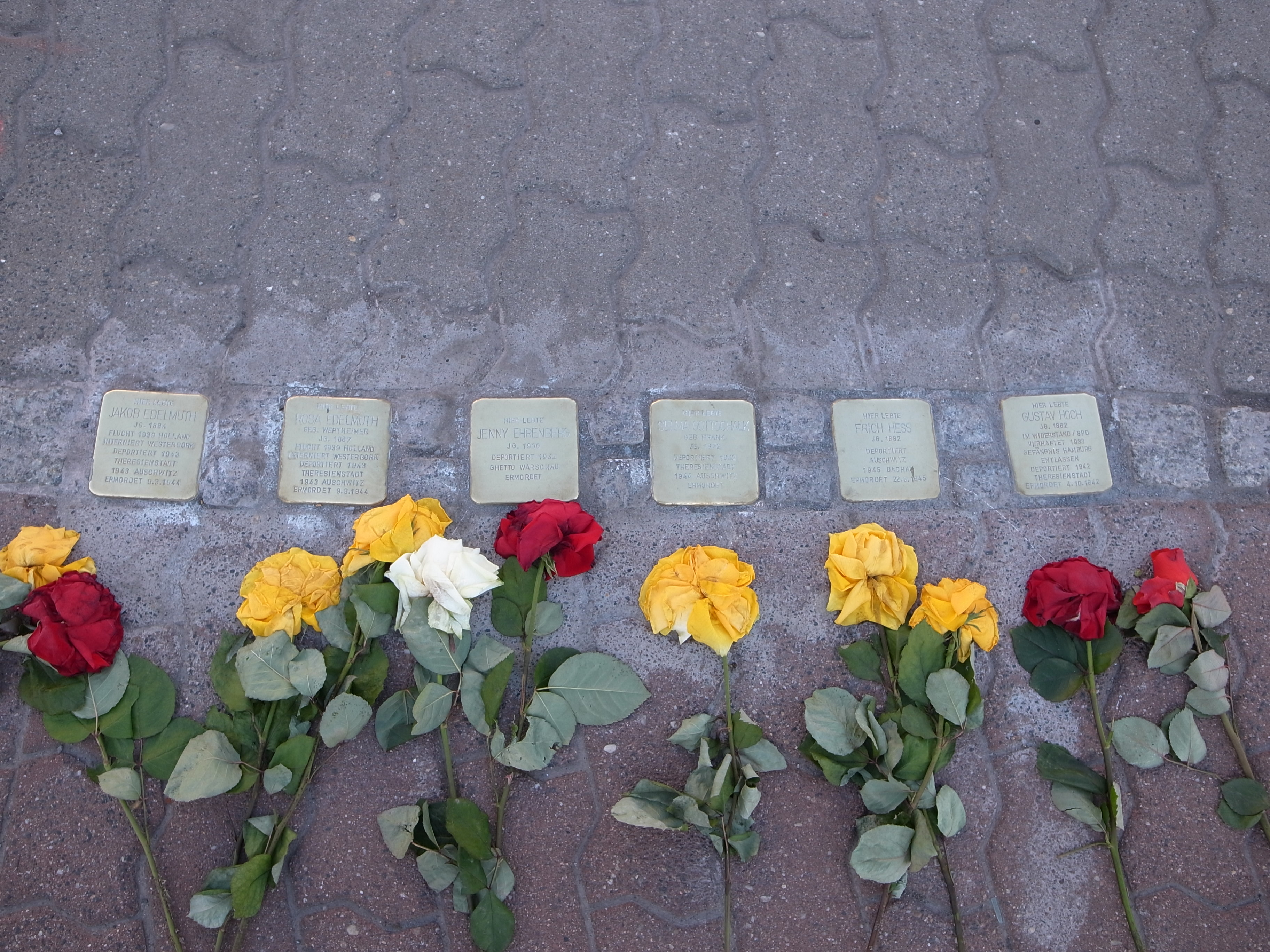
Stolperstein pour Gustav Hoch à Dessau-Roßlau au croisement de la Franzstraße et de l’Askanische Straße (celle de droite)

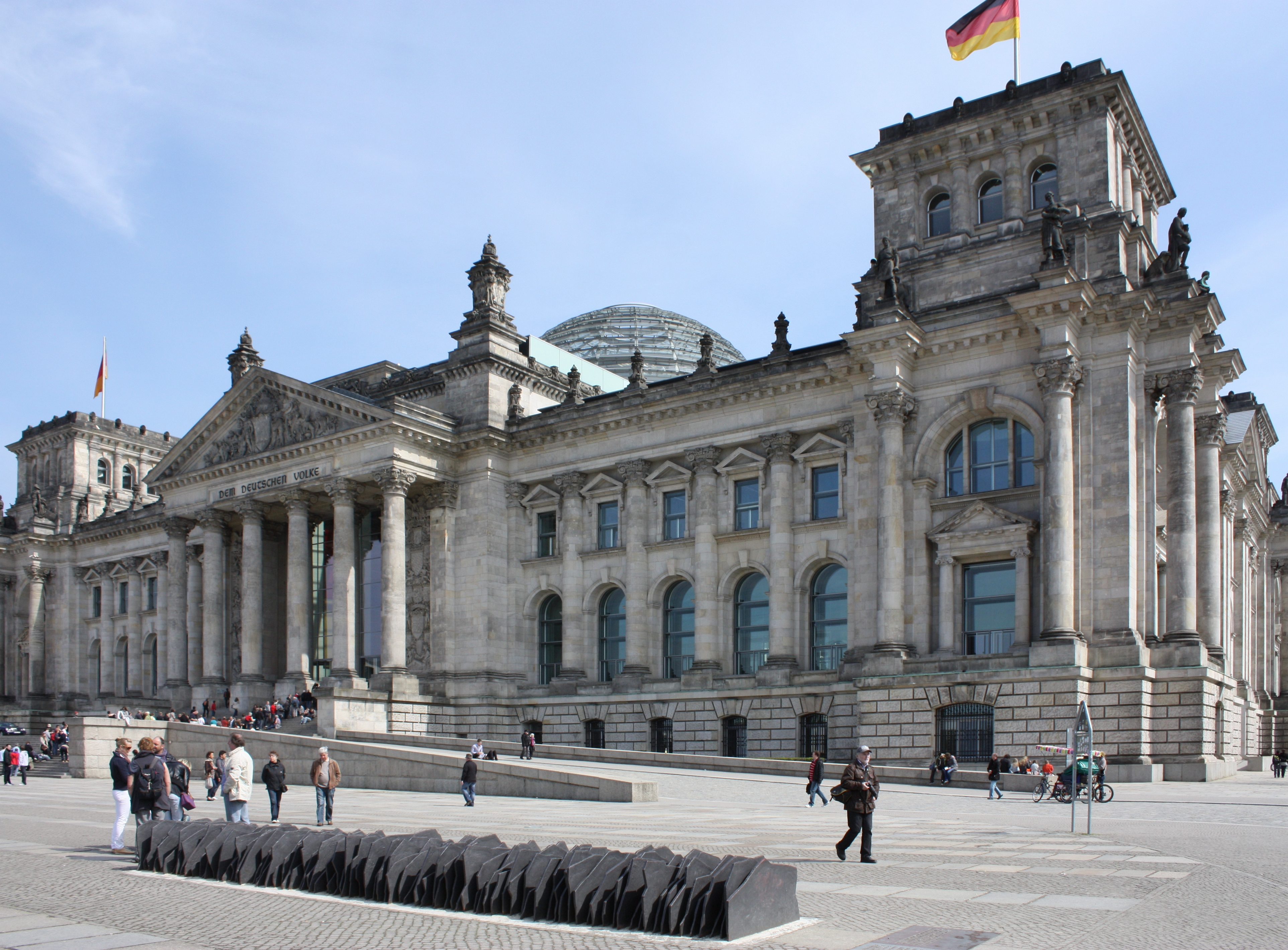
Mémorial en souvenir des 96 membres du Reichstag assassinés par les nazis à proximité du Reichstag de Berlin.

## Publications
- (de)Worte und Thaten des arbeiterfreundlichen Zentrums. Ein Kapitel zum Nachdenken für Arbeiter. Librairie Vorwärts, Berlin 1900.
- (de) Die Krankenversicherung der Reichsversicherungsordnung. Nach den Beschlüssen des Reichstags – ein Überblick über die wichtigsten Beschlüsse. Schnapper, Francfort-sur-le-Main 1911.
- (de) Reichsversicherungsordnung nebst Einführungsgesetz mit Anmerkungen und Sachregister. Giebel, Berlin 1911.
- (de) Neue Steuern während des Krieges? Librairie Vorwärts, Berlin 1916.
- (de) Die internationale Regelung der Sozialversicherung. Verlagsgesellschaft des ADGB, Berlin 1930.